# Reichsstraße 159

Die Reichsstraße 159 (R 159) war bis 1945 eine Staatsstraße des Deutschen Reichs. Sie verlief in Nord-Süd-Richtung und verband die hinterpommerschen Städte Schlawe (heute polnisch: Sławno), Pollnow (Polanów), Bublitz (Bobolice), Bärwalde (Barwice) und Tempelburg (Czaplinek) miteinander. Gleichzeitig stellte sie eine Verbindung dar zwischen den Reichsstraßen R 2 (Schlawe), R 160 (Bublitz) und R 124 sowie R 158 (Tempelburg). Sie R 159 durchzog den östlichen Landkreis Schlawe i. Pom., berührte den Landkreis Köslin und durchschnitt den Landkreis Neustettin. Die Gesamtlänge betrug 108 Kilometer.
Heute haben die polnischen Woiwodschaftsstraßen DW 205 (Sławno–Bobolice) und DW 171 (Bobolice–Czaplinek) die Funktion der alten R 159 übernommen, die die heutigen Kreise Powiat Sławieński (Schlawe), Powiat Koszaliński (Köslin), Powiat Szczecinecki (Neustettin) und Powiat Drawski (Dramburg) durchziehen. Sie liegen im äußersten Osten der Woiwodschaft Westpommern.

## Straßenverlauf der R159
(Heutige Droga wojewódzka 205):
Provinz Pommern (heute: Woiwodschaft Westpommern):
Landkreis Schlawe i. Pom. (heute: Powiat Sławieński)
- Schlawe (Sławno) (Anschluss: R 2, heutige DK 6 (Europastraße 28))
- Quatzow (Kwasowo)
- Kusserow (Kosierzewo)
- Wusterwitz (Ostrowiec)
- Neue Mühle (Nowy Żytnik)

~ Grabow (Grabowa) ~
- Krangen (Krąg)
- Pollnow (Polanów)
- Heinrichshorst (Racibórz Polanowski)
- Sydow (Żydowo)

X Kleinbahnstrecke Schlawe – Pollnow – Breitenberg der Schlawer Bahnen X
Landkreis Köslin (heute Powiat Koszaliński)
- Drawehn (Drzewiany)
- Friedrichsfelde (Chociwle)
- Bublitz (Bobolice) (Anschluss: R 160, heutige DK 11)

 (heutige Droga wojewódzka 171):
X Reichsbahnlinie Schivelbein – Gramenz – Zollbrück X
Landkreis Neustettin
- Althütten (Stare Łozice)

(heutiger Powiat Szczecinecki, Kreis Neustettin)
- Zechendorf (Czechy)
- Ernsthöhe (Przystawy)
- Gramenz (Grzmiąca)

X Reichsbahnlinien Kolberg – Belgard – Neustettin – Schneidemühl und Schivelbein – Gramenz – Zollbrück X
- Flackenheide (Wielawino)
- Alt Valm (Stary Chwalim)
- Bärwalde (Barwice)
- Pöhlen (Polne)

(heutiger Powiat Drawski (Kreis Dramburg))
– heutiger Drawski Park Krajobrazowy (Landschaftsschutzpark Dramburg) –
- Zicker (Sikory)
- Tempelburg (Czaplinek) (Anschluss: R 124, heute DW 163, und R 158, heute DK 20)